# Condado de Jefferson (Virgínia Ocidental)
O Condado de Jefferson é um dos 55 condados do estado norte-americano da Virgínia Ocidental. A sede do condado é Charles Town, que é também a sua maior cidade. O condado tem uma área de 549 km² (dos quais 5 km² estão cobertos por água), uma população de 42 190 habitantes, e uma densidade populacional de 78 hab/km² (segundo o censo nacional de 2000). O condado foi fundado em 1801 e recebeu o seu nome em homenagem a Thomas Jefferson, terceiro presidente dos Estados Unidos.